# Microprosopa
Microprosopa is een geslacht van insecten uit de familie van de drekvliegen (Scathophagidae), die tot de orde tweevleugeligen (Diptera) behoort.

## Soorten
- M. bartaki Sifner, 1999
- M. diversipes Curran, 1927
- M. flavinervis Malloch, 1924
- M. frontata (Zetterstedt, 1838)
- M. haemorrhoidalis (Meigen, 1826)
- M. heteromyzina (Zetterstedt, 1838)
- M. hoberlandti Sifner, 1981
- M. lacteipennis Ringdahl, 1920
- M. lineata (Zetterstedt, 1838)
- M. pallidicauda (Zetterstedt, 1838)
- M. varitibia Becker, 1897